# Braziliaans-Portugees
Braziliaans-Portugees is de vorm van het Portugees zoals gesproken en geschreven door de ca. 200 miljoen Brazilianen die in en buiten Brazilië wonen. Hiermee is het tevens de meest gesproken, gelezen en geschreven variant van het Portugees.

## Kenmerken
Het Europese Portugees (dus zoals gesproken in Portugal) en het Braziliaanse Portugees verschillen zowel qua uitspraak, als qua grammatica en woordenschat. Sinds 1 januari 2009 geldt in het gehele Portugese taalgebied een nieuwe spelling (Reforma Ortográfica), waarmee de verschillen in schrijfwijze die voorheen bestonden zouden worden opgeheven.
| Braziliaans                | Portugees                  | Nederlands             |
| -------------------------- | -------------------------- | ---------------------- |
| abacaxi, ananás            | ananás                     | ananas                 |
| abridor de latas           | abre-latas                 | blikopener             |
| aeromoça                   | hospedeira                 | stewardess             |
| água-viva                  | alforreca, água-viva       | kwal                   |
| AIDS                       | SIDA                       | AIDS                   |
| alho poró                  | alho-porro                 | look                   |
| aquarela                   | aguarela                   | aquarel                |
| aterrissagem               | aterragem                  | landing                |
| banheiro                   | casa de banho              | badkamer/toilet        |
| freio                      | travão, freio              | rem                    |
| brócolis                   | brócolos                   | broccoli               |
| câncer                     | cancro                     | kanker                 |
| carteira de motorista      | carta de condução          | rijbewijs              |
| carteira de identidade     | bilhete de identidade      | Identiteitskaart       |
| celular                    | telemóvel                  | mobiele telefoon, gsm  |
| Cingapura                  | Singapura                  | Singapore              |
| dublagem                   | dobragem                   | nasynchronisatie       |
| equipe, time               | equipa, equipe             | ploeg                  |
| ferrovia, estrada de ferro | caminho de ferro           | spoorweg               |
| fila                       | fila, bicha                | rij                    |
| fones de ouvido            | auscultadores, auriculares | koptelefoons / oortjes |
| gol                        | golo                       | doel(punt)             |
| Irã                        | Irão                       | Iran                   |
| Islã                       | Islão                      | islam                  |
| jaqueta                    | blusão                     | jas                    |
| locatário                  | arrendatário               | huurder                |
| maiô                       | fato de banho              | badpak                 |
| mamadeira                  | biberão                    | zuigfles               |
| metrô                      | metro, metropolitano       | ondergrondse, metro    |
| ônibus                     | autocarro                  | bus                    |
| rúgbi                      | râguebi                    | rugby                  |
| requeijão                  | requeijão, queijo creme    | smeerkaas              |
| secretária eletrônica      | atendedor de chamadas      | antwoordapparaat       |
| trem                       | comboio                    | trein                  |
| uísque                     | whisky, uísque             | whisk(e)y              |